# Будешти (Васлуј)
Будешти (рум. Budești) насеље је у Румунији у округу Васлуј у општини Крецешти. Oпштина се налази на надморској висини од 183 m.

## Становништво
Према подацима из 2002. године у насељу је живело 257 становника, од којих су сви румунске националности.